# Amihai Eliyahu
Amihai Eliyahu (hébreu : עמיחי אליהו), né le 29 avril 1979 à Jérusalem, est un rabbin et homme politique israélien, membre de la Knesset pour le parti Otzma Yehudit.
Fils et petit-fils de rabbins, il devient à son tour rabbin et milite ou préside des associations ultra-orthodoxes. Grâce à sa notoriété dans les milieux religieux, il rejoint Tkuma en 2019, mais il n'est pas élu. En août 2022, il rallie Otzma Yehudit, le parti d'Itamar Ben-Gvir. Il est élu à la Knesset et devient ministre du Patrimoine en janvier 2023.

## Biographie

### Jeunesse ultra-orthodoxe et service militaire
Amihai Eliyahu est né le 29 avril 1979 à Jérusalem, il est le fils aîné de Tova et du grand rabbin de Safed Shmuel Eliyahu (en) (parfois orthographié Chmouel Eliahou en français). Il est le petit-fils du grand-rabbin séfarade d'Israël Mordekhaï Eliyahou et de Tzviya Eliyahu (he).
Il grandit entre Shlomi (en) et Safed. Il fait ses études dans les yechivot de Netivot Yosef (he), Hesder Safed (he) et Har Hamor.
Il sert dans l'armée israélienne en tant que soldat dans le 202e bataillon de la brigade de parachutistes. Après son service militaire, il arrête de porter la kippa, mais revient rapidement à un mode vie religieux et retourne étudier à la yechiva Aterat Nehemiah (he). En tant que réserviste, il combat lors de la seconde guerre du Liban.

### Activiste et président d'associations ultra-orthodoxes
Dans les années 2009-2013, il a fait ses études à la yechiva lycée Hispin (he). En 2013, il fonde un Garin Torani (en) appelé « Orot Yehuda » à Migdal HaEmek. En 2014, il fonde l'Association des rabbins communautaires, qui rassemble des centaines de rabbins de communautés religieuses d'Israël, il en est le chef jusqu'en 2022.
Il fonde également l'organisation « Shadarim », qui s'occupe du lien entre les juifs israéliens et la diaspora, notamment l'Alya. En 2016, il fonde l'organisation « One Order » (un ordre en français), qui œuvre pour préserver les valeurs des soldats religieux traditionalistes. L'association notamment réussi à faire réaliser la séparation des toilettes dans les bases en 2017, et les changements dans l'ordre de rasage au sein des militaires religieux de Tsahal.

### Parcours politique

#### Militant de Tkuma puis ralliement à Otzma Yehudit
À l'occasion des élections législatives d'avril 2019, il rejoint officiellement le parti Tkuma, il est inscrit sur la liste du parti. Aux élections de septembre 2019 quelques mois plus tard, il est à nouveau investi sur la liste mais n'est toujours pas élu.
Lors des élections de 2021 et 2022, Eliyahu n'est pas investi. En préparation des élections du 1er novembre 2022, il annonce son ralliement à Otzma Yehudit en août.

#### Député à la Knesset et ministre du Patrimoine
Lors des élections du 1er novembre 2022, il est investi à la quatrième place sur la liste d'Otzma Yehudit. À l'issue de l'élection, il est élu à la Knesset et prête serment.
En préparation de la création du sixième gouvernement de Netanyahou, l'accord de coalition gouvernementale entre le Likoud et Otzma Yehudit prévoit que le ministère des Affaires de Jérusalem et du Patrimoine soit divisé entre un ministère de Jérusalem et un ministère du Patrimoine. Amihai Eliyahu serait nommé ministre, tandis que Meir Porush serait nommé ministre des Affaires de Jérusalem et de la Tradition d'Israël.
Lors de la constitution du gouvernement le 29 décembre 2022, Amihai Eliyahu est nommé ministre des Affaires de Jérusalem et du Patrimoine. Mais à la suite de la décision du 29 janvier 2023, le ministère a changé son nom en ministère de Jérusalem et de la Tradition d'Israël, tandis que le ministère du Patrimoine est créé. Amihai Eliyahu est investi ministre du Patrimoine.
Quelques jours après sa nomination en tant que ministre des Affaires de Jérusalem, il démissionne de la Knesset en vertu de la loi norvégienne le 1er janvier 2023, il est remplacé par Yitzhak Kroizer (en).

##### Propos sur Gaza et suspension de la participation aux réunions par Netanyahou
Le 1er novembre 2023, alors que plus de la moitié des habitations de Gaza ont été détruites ou endommagées par l'armée de l'air israélienne et que l'armée de terre commence à encercler la ville, Amihai Eliyahu publie le message suivant sur Facebook : « Le nord de Gaza est plus beau que jamais. Tout faire exploser et tout aplatir est un régal pour les yeux. Nous allons distribuer des parcelles à tous ceux qui se sont battus pour Gaza, et aux expulsés de Gush Katif »,.
Le 5 novembre 2023, il poursuit ses déclarations sur Gaza, affirmant qu'« il n'y a pas de non-combattants à Gaza », et qu'apporter une aide humanitaire à la population serait un « un échec » pour Israël. Interrogé sur les suites possibles à l'attaque par le journaliste Yaki Adamker (he), notamment si une frappe nucléaire était envisageable, le ministre Amihai Eliyahu a répondu que c'est « une option »,,. Interrogé sur le sort des otages détenus par le Hamas, il affirme que leur mort dû à une frappe nucléaire serait le « prix à payer », suscitant la colère des familles.
En réaction, Benyamin Netanyahou a déclaré que les propos d'Eliyahu étaient « déconnectés de la réalité », et qu'« Israël et Tsahal agissent conformément aux normes les plus strictes du droit international pour éviter de nuire à des innocents ». Le Premier ministre a annoncé suspendre la participation d'Eliyahu aux réunions du gouvernement. Quelques heures après sa suspension, le média N12 révèle que Netanyahou souhaitait initialement le limoger, mais Itamar Ben-Gvir, chef d'Otzma Yehudit, a refusé, jugeant cela « excessif », et que « l'heure était à la destruction du Hamas et non à l'éducation des ministres ».
Le 5 janvier 2024, il déclare à la radio 103fm (he) que « les habitants de Gaza doivent être encouragés à émigrer vers d’autres pays dans le cadre de mesures visant à se venger d’eux après les événements du 7 octobre » et qu'« Israël doit trouver des moyens plus douloureux que la mort pour les Palestiniens. »,.
En juillet 2024, Amihai Eliyahu, Zvi Sukkot (en) et plusieurs dizaines de manifestants issus des milieux de l'extrême droite israélienne envahissent la base militaire de Sde Teiman durant plusieurs heures pour exiger la libération des soldats accusés d'avoir violé un prisonnier palestinien.

## Vie privée
Eliyahu est marié à Sarah, il est le père de sept enfants. Il réside dans la colonie de Rimonim (en) en Cisjordanie.

## Positions religieuses et politiques

### Valeurs familiales conservatrices et anti-LGBT
Eliyahu prône des positions conservatrices sur les valeurs familiales, comme prôné par le judaïsme orthodoxe. Il s'oppose également à la présence des femmes dans les unités de Tsahal.
En 2018, il se dit opposé à la présence et au développement d'un mouvement LGBT en Israël, qualifiant ce dernier de « terrorisme », qu'il considère comme une « maladie », allant à « l'encontre de la nature ».